# Танцерев, Николай Олегович
Танцерев Николай Олегович (род. 31 июля 1997, Херсон) — украинский спортсмен, академический гребец, мастер спорта Украины, двукратный чемпион мира.

## Ранние годы
После получения базового среднего образования поступил в Херсонское высшее училище физической культуры на отделение легкой атлетики. Участвовал во всеукраинских соревнованиях и судействах.
Из-за спортивной травмы, операции и долгой реабилитации был вынужден покинуть этот вид спорта.

## Начало карьеры в академической гребле
В 2017 году поступил в Херсонский государственный университет на факультет физического воспитания и спорта, где активно участвовал в студенческой жизни университета и города.
В том же году был приглашен Валентином Васильевичем Науменко к занятиям по академической гребле на позицию рулевого.

## Спортивные достижения
В 2018 году выиграл свой первый чемпионат Украины в составе восьмерки распашной под руководством тренера Александра Михайловича Бакарасева.
В 2019 году получил звание мастера спорта Украины.
2021 году в составе четверок парных, из прибрежной гребли, женской (Оксана Голуб, Дарья Верхосмотр, Елена Буряк, Евгения Довгодько-Нимченко) и мужского экипажей (Максим Боклаженко, Дмитрий Михай, Александр Надтока, Иван Довгодько) получил две золотые медали на Чемпионати мира в Лиссабоне, Португалия.
Вошел в состав олимпийской сборной команды Украины по академической гребле.

## Последующие годы
2021 поступил в Херсонский национально-технический университет на специальность государственное управление и администрирование.
После 24 февраля 2022 года участвовал в сопротивлении против российского вторжения в Херсоне .
В середине 2022 г. был вынужден мигрировать в ЕС для собственной безопасности.